# نیتروکسازپین
نیتروکسازپین (به انگلیسی: Nitroxazepine) (با نام تجاری Sintamil) یک داروی ضدافسردگی سه‌حلقه‌ای (TCA) است که توسط Ciba-Geigy (نووارتیس فعلی) برای درمان افسردگی در سال ۱۹۸۲ در هند معرفی شد. مشخص شده‌است که این دارو برای درمان شب ادراری نیز مؤثر است. نیتروکسازپین به عنوان یک مهارکننده بازجذب سروتونین–نوراپی‌نفرین عمل می‌کند و دارای اثرات مشابه ایمی‌پرامین بوده، و در عین حال عوارض جانبی آنتی کولینرژیک پایین‌تری نسبت به ایمی‌پرامین دارد.